# Рідний Край (Богодухівський район)
Рідний Край — село в Золочівській громаді Богодухівського району Харківської області України. Населення становить 33 осіб.

## Географія
Село Рідний Край знаходиться на правому березі Рогозянського водосховища, вище за течією на відстані 2 км розташоване село Вікнине, нижче за течією за 4 км — село Мала Рогозянка, на протилежному березі — село Маяк. Село оточене лісовим масивом (дуб), до села примикає масив садових ділянок.

## Історія
12 червня 2020 року, розпорядженням Кабінету Міністрів України № 725-р «Про визначення адміністративних центрів та затвердження територій територіальних громад Харківської області», увійшло до складу Золочівської селищної громади.
19 липня 2020 року, в результаті адміністративно-територіальної реформи та ліквідації Золочівського району, село увійшло до складу Богодухівського району.
Колишній орган місцевого самоврядування — Довжицька сільська рада.